# 上野凌弘
上野凌弘（うえの りょうこう、1912年10月30日 - 没年不明）は、日本の作家。

## 来歴
岡山県生まれ。同文書院卒。南満州鉄道観光課に勤務していた。霊界研究会を主宰。1986年国際アカデミー賞受賞。『オロチョン』記載の略歴だが、国会図書館では1906年生となっている。また同書著作一覧には「霊視著書」とある。

## 著書
- 花の天武 / 上墅陵弘 関西文学社 1961
- コタンの女 東京文芸社 1969
- オロチュンの裔 講談社 1973
- 額田姫王 復活した古代女霊 新人物往来社 1974
- 女王卑弥呼 邪馬台国を証言 新人物往来社 1975
- 成吉思汗=義経伝説の謎 新人物往来社 1977.2
- 闇の古代史 ヒの民の誕生 富士見書房 1980.9
- コタンの女 十津川移民覚書 新人物往来社 1981.12
- 神武の日々 闇の古代史続編 新人物往来社 1983.3
- 額田姫王・古墳 新人物往来社 1985.9
- 中宮寺初代門跡の謎 新人物往来社 1986.4
- 神になる天武 新人物往来社 1987.4
- 動物霊があなたを狙っている その恐るべき憑依の実態 現代書林 1988.9
- オロチョン ほか小短編 新人物往来社 1990.6

## 参考
- 「オロチョン」著者略歴